# Municipio de Sumner (condado de Phillips)
El municipio de Sumner (en inglés: Sumner Township) es un municipio ubicado en el condado de Phillips en el estado estadounidense de Kansas. En el año 2010 tenía una población de 48 habitantes y una densidad poblacional de 0,52 personas por km².

## Geografía
El municipio de Sumner se encuentra ubicado en las coordenadas 39°57′3″N 99°6′50″O / 39.95083, -99.11389. Según la Oficina del Censo de los Estados Unidos, el municipio tiene una superficie total de 92.02 km², de la cual 91,73 km² corresponden a tierra firme y (0,32 %) 0,29 km² es agua.

## Demografía
Según el censo de 2010, había 48 personas residiendo en el municipio de Sumner. La densidad de población era de 0,52 hab./km². De los 48 habitantes, el municipio de Sumner estaba compuesto por el 77,08 % blancos, el 10,42 % eran amerindios, el 4,17 % eran asiáticos y el 8,33 % eran de una mezcla de razas. Del total de la población el 10,42 % eran hispanos o latinos de cualquier raza.